# Rodrigo Banegas
Luis Rodrigo Banegas Cury (Santa Cruz de la Sierra, 11 de agosto de 1995) es un futbolista boliviano. Juega como guardameta en The Strongest de la Primera División de Bolivia.

## Trayectoria
Banegas hizo su debut como profesional en Nacional Potosí el año 2015, club donde permaneció por 2 años, debido a sus buenas actuaciones el año 2017 fue fichado por Oriente Petrolero donde jugó muy pocos partidos.
A inicios de 2019 fue cedido a préstamo al Club San José, quien se acababa de consagrar campeón del Torneo Clausura Boliviano 2018. Empezó siendo suplente de Carlos Lampe, pero luego fue confirmado como el arquero titular. El club se clasificó a la Copa Libertadores 2020 siendo Rodrigo uno de los grandes artífices.
A finales de diciembre de 2019, Oriente Petrolero confirmó el retorno de Banegas para disputar el Campeonato de Primera División y la Copa Sudamericana con el conjunto refinero.

## Clubes
| Club                 | País    | Año               |
| -------------------- | ------- | ----------------- |
| Nacional Potosí      | Bolivia | 2015 - 2017       |
| Oriente Petrolero    | Bolivia | 2018              |
| San José             | Bolivia | 2019              |
| Oriente Petrolero    | Bolivia | 2020              |
| Jorge Wilstermann    | Bolivia | 2021              |
| Real Tomayapo        | Bolivia | 2022              |
| The Strongest        | Bolivia | 2023              |
| Gualberto Villarroel | Bolivia | 2024              |
| The Strongest        | Bolivia | 2025 - Actualidad |

## Palmarés

### Títulos nacionales
| Título           | Club          | Año  |
| ---------------- | ------------- | ---- |
| Primera División | The Strongest | 2023 |